# Eric Johnson (scénariste)
Pour les articles homonymes, voir Johnson et Eric Johnson.
Eric Johnson est un scénariste et producteur de cinéma américain.

## Filmographie

### Scénariste
- 2010 : Fighter de David O. Russell
- 2016 : The Finest Hours de Craig Gillespie
- 2016 : Traque à Boston (Patriots Day) de Peter Berg

### Producteur
- 2010 : Fighter de David O. Russell
- 2016 : Traque à Boston (Patriots Day) de Peter Berg

## Nominations
pour Fighter
- Oscars du cinéma 2011 : Oscar du meilleur scénario original
- BAFTA 2011 : BAFA du meilleur scénario original
- Writers Guild of America Awards 2011 : Meilleur scénario original